# Neolamprologus leleupi
Neolamprologus leleupi és una espècie de peix de la família dels cíclids i de l'ordre dels perciformes endèmic del sud del llac Tanganyika (Àfrica oriental)
Els mascles poden assolir els 10 cm de longitud total.